# Kék Hadosztály

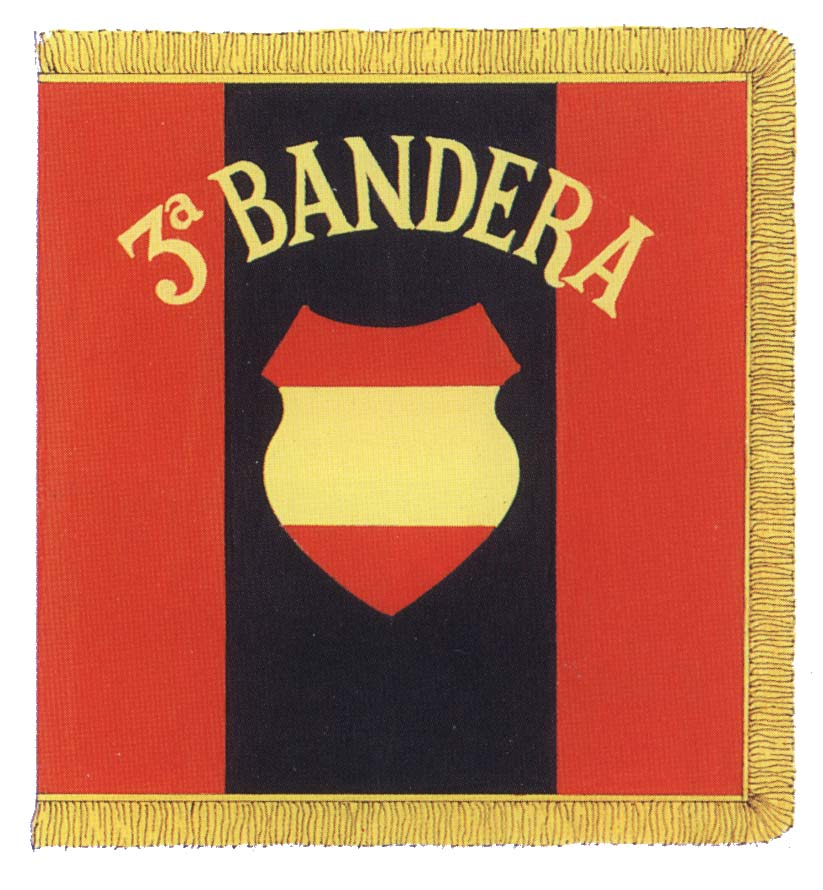
A Kék Hadosztály zászlaja.

A Kék Hadosztály vagy más néven Azur-hadosztály (spanyolul: División Azul, portugálul: Divisão Azul, németül: Blaue Division) hivatalosan División Española de Voluntarios (Önkéntesek Spanyol Hadosztálya) a második világháborúban a keleti fronton harcoló, a Wehrmacht Észak Hadseregcsoportjába tartozó expedíciós katonai erő, amelyet nagyobbrészt Spanyolországból, kisebbrészt Portugáliából toboroztak. Az Önkéntesek Spanyol Hadosztálya névvel ellentétben tagjai közül nem mindenki volt tényleges önkéntes, és többen külső nyomásra lettek katonák, valamint a spanyol haderő sorozott állományából is került soraikba „önként jelentkező”. A hadosztály kötelékében 1941 és 1943 között összesen 45 482 fő szolgált.
Francisco Franco, Spanyolország falangista diktátora a spanyol polgárháborúban Hitlernek is köszönhette győzelmét, bár a második világháborúban nyíltan nem akart részt venni. Viszont hogy ne veszítse el a Führer jóindulatát, ezért önkénteseknek címzett haderőt küldött a Szovjetunió ellen a Kék Hadosztály formájában, a bolsevik kommunizmus elleni harc címén. Egyfajta válaszlépésként is szolgált ez, mivel Sztálin a polgárháborúban a köztársaságiakat támogatta.

## A hadosztály összetétele
Az önkéntes alakulat szervezését Franco ahhoz kötötte, hogy az kizárólag a szovjetek ellen fog harcolni, és nem vesz részt a nyugat-európai államok megszállásában, illetve az angol vagy amerikai csapatok elleni harcokban. Így egyensúlyozott Franco a németek és a szövetségesek között, hogy megőrizze Hitler jóindulatát, ugyanakkor azt mutassa a nyugatiaknak, hogy ő és országa mégsem áll a tengelyhatalmak oldalán.
A nacionalisták és falangisták antikommunista szlogenekkel igyekeztek megnyerni embereket a belépésre, de még így is csak kevesen csatlakoztak a Kék Hadosztályhoz. Az önkéntesek javarészt a Falange spanyol politikai mozgalom követői voltak, és nagyon sok munkanélküli fiatal is csatlakozott, akiknek nem volt hol elhelyezkedni. A Barbarossa hadművelet megkezdésekor Ramón Serrano Suñer külügyminiszter elküldte ajánlatát az önkéntesek kivezényléséről Oroszországba, közben javaslatot tett arra, hogy növeljék az alakulat létszámát. Hitler 1941. június 24-én elfogadta a spanyol ajánlatot.
Az elsődleges spanyol tervekben 4000 fő vezénylése szerepelt, végül egy egész hadosztály felállítása mellett döntöttek, de az erőteljes toborzás ellenére sem sikerült feltölteni a tervezett létszámra az egységet. A toborzás után 14 780 legénységi állományú, 2272 altiszt és 640 tiszt képezte személyi állományát. Ebbe beletartoztak a Portugáliából érkezett önkéntesek is. Olyan veteránok is beléptek az alakulatba, akik néhány évvel korábban a spanyol polgárháború köztársasági zászlaja alatt küzdöttek, illetőleg azok fiai álltak be önként, hogy tisztára moshassák családjukat a rezsim előtt. Így lett a Kék Hadosztály katonája Luis García Berlanga, későbbi ismert filmrendező is.
A Kék Hadosztály a spanyol hadsereg hivatalos egyenruháját nem használhatta, az ugyanis felért volna Spanyolország hadba lépésével. Ehelyett a falangisták kék színű egyenruháját viselték, amikor Németországba utaztak. A kék egyenruha miatt lett nevük a Kék Hadosztály. Az alakulat parancsnoka Agustín Muñoz Grandes tábornok lett. Németországba érve viszont magukra öltötték a Wehrmacht egyenruháját, amelyhez megkülönböztető jelzést kaptak, az ingujjon elhelyezett, pajzsformájú jelzésben levő spanyol trikolórt viseltek. A harcokban végig német fegyverekkel vettek részt.
Nemzetiségi összetételét tekintve leginkább spanyol, katalán (elsősorban valenciai) és portugál nemzetiségű katonák alkották, de elvétve harcoltak benne egyéb spanyolországi nemzetiségekből kikerülő emberek is.

## A hadosztály állomáshelyei

### Bajorország
Miután a Kék Hadosztály első egységei elhagyták Madridot, a bajorországi Grafenwöhrbe érkeztek július 13-án, ahol még öthetes kiképzésen vettek részt. A Wehrmacht kötelékében a 250. hadrendi számon szereplő gyalogos hadosztály elnevezést kapták meg. A katonákat három ezredbe osztották be származási hely alapján, így alakult ki a madridi, a sevillai és a valenciai ezred. Mindegyik ezredet három zászlóalj, a zászlóaljat három század alkotta, valamint mindegyik ezredhez tartozott egy tüzér üteg és más támogató elemek is. Létrehoztak továbbá egy önálló páncélos rohamzászlóaljat, egy tüzér ezredet, hadosztály közvetlen kiszolgáló és támogató erőket (híradó zászlóaljat, műszaki zászlóaljat és ellátó zászlóaljat), valamint voltak olyanok, akiket a légierőhöz osztottak be.

### A keleti fronton
Július 31-én az önkéntesek készen álltak a bevetésre és felesküdtek Adolf Hitlerre (mindez ellentétben állt a spanyolországi propaganda azon állításával, hogy a bolsevizmus elleni harcra kell felesküdniük). Bár Franco saját katonáinak tekintette a kiküldött önkénteseket, arról viszont neki se volt tudomása, hogy ilyen eskütételre kötelezték a Wehrmachtba belépett spanyolokat.
Ezután a szovjet frontra került az alakulat, amely továbbra is a 250. gyalogos hadosztály kötelékében maradt, és Moszkva ostromára készült. A hadosztályt vonattal a lengyelországi Suwałkiba szállították, innen kellett megkezdeni a 900 km-es utat Moszkváig. Az elképzelések szerint a fehéroroszországi Grodno és Lida, a litvániai Vilnius, majd az úgyszintén fehérorosz Mologyecsno, Minszk és Orsa, majd pedig Szmolenszk érintésével tették volna meg a menetet. Szmolenszk mellett, szeptember 26-án viszont átirányították a spanyol-portugál önkénteseket Vityebszkbe, ahol az Észak Hadseregcsoport kötelékében harcoló 16. német hadsereghez kerültek alárendeltségbe, melynek Leningrád ellen kellett vonulnia.

### A Volhov folyó
A Kék Hadosztály a Volhov folyó és az Ilmeny-tó mellett, Grigorovo központtal foglalta el állásait Novgorod közelében. Itt a Megváltó Színeváltozása ortodox templomban károkat okoztak a kegyhely középkori ikonjaiban, amelyeket Feofan Grek görög festő készített a 14. század végén.

### Leningrád

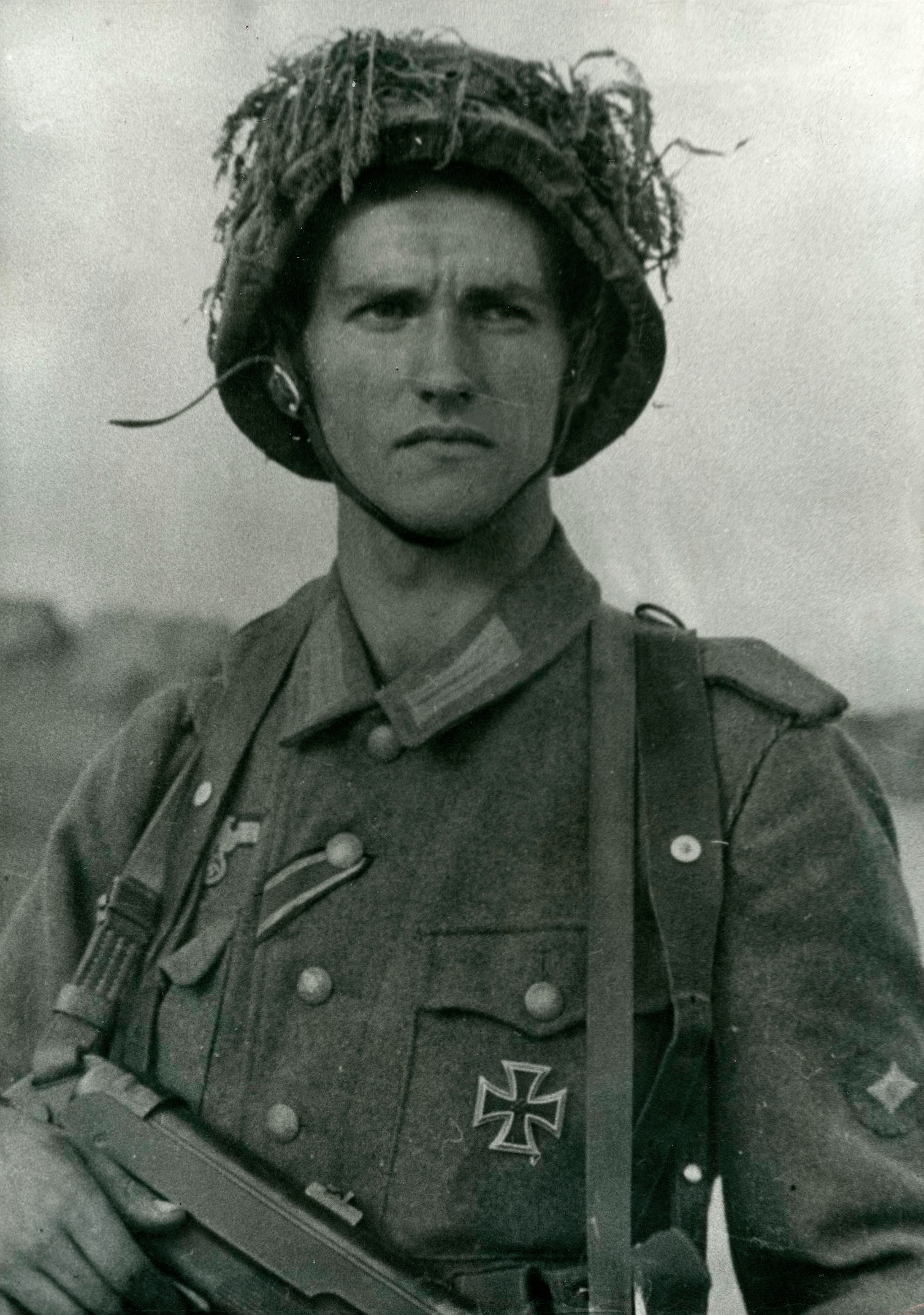
Spanyol főlövész (Oberschütze).

Leningrád ostrománál a délkeleti szárnyon volt hadállása a Kék Hadosztálynak, a Néva mellékfolyóinál. A spanyol önkénteseknek jelentős szerepük volt a Krasznij Bor-i ütközetben. A sztálingrádi katasztrófa után ugyanis több egységet délre vezényeltek Leningrád alól, így a már Emilio Esteban Infantes tábornok vezetésével harcoló spanyol hadosztályra nagyobb szerep hárult a front védelmében. A Krasznij Bornál lévő spanyol–német állások ellen a szovjetek támadást intéztek, de a jelentős túlerő ellenére a spanyoloknak sikerült győzelmet aratniuk, annak ellenére, hogy a mediterrán éghajlathoz szokott spanyol és portugál katonákat erősen megviselte az extrém orosz téli hideg és a nélkülözés.
Spanyolország 1943-ig folyamatosan növelte a Wehrmacht rendelkezésére bocsátott önkéntesei számát, így az oroszok ellen harcoló spanyol–portugál Kék Hadosztály létszáma rövidesen meghaladta a negyvenezer főt, amely érdemeiért összesen öt kitüntetésben részesült Hitlertől. Hivatalosan 6440 fő önkéntes volt a hadosztályban, a többieket besorozták.

## A hadosztály feloszlatása
A hadi helyzet kedvezőtlen alakulása, a külföldi diplomácia, illetve a spanyol katolikus egyház nyomása miatt Franco úgy határozott, hogy kilép a kvázi német szövetségből és hazarendeli a Szovjetunióban harcoló spanyol és portugál katonákat. A dolog pikantériája, hogy a spanyol katolikus egyház 1941-ben még bőszen hangoztatta az egység felállításának szükségességét és a harcban való részvételt, szemben az effektíven hadviselő Németország és Olaszország katolikus egyházai tiltakoztak a háború ellen. De a háború elhúzódása és a németek sorozatos kudarcai bizonytalanságot szültek utóbb Spanyolországban is.
Előzetes egyeztetések után 1943. október 10-én Franco kiadta a parancsot a Kék Hadosztály visszavonására. A spanyol katonák néhány csoportja, amelyek fanatikus kommunistagyűlölő falangistákból álltak – mintegy 1500–3000 fő – nem volt hajlandó hazatérni, és maradt a német hadsereg kötelékében, hogy továbbra is a szovjetek ellen harcolhasson. Akadtak olyan friss önkéntesek is, akik átszöktek a francia határon, és Lourdes-ban álltak be a német hadseregbe. Ezek a fanatikusok létrehozták a Kék Légiót (Légion Azul), amely mindvégig harcolt a nácik oldalán.

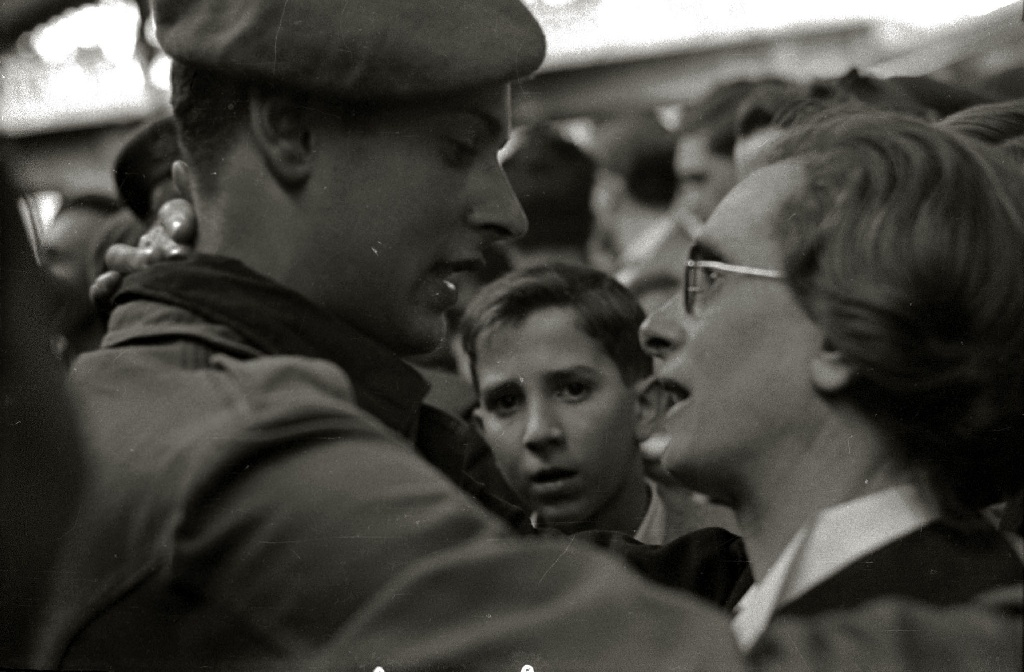
Frontról hazatérő sebesült spanyol katona (1942).

A 121. gyalogos hadosztálynak a Wehrmachtnál maradt még 1943 után is spanyol egysége, amelyet csak 1944 márciusában hívtak haza hivatalos paranccsal, s március 21-én szállították vissza Spanyolországba. Jó néhány spanyol gyalogos szakasz szolgált a 3. hegyivadász hadosztály és a 357. gyalogos hadosztály kötelékében. Ebből az egyik egységet Lettországba vezényelték, a többiek a brandenburgi ezredhez és a 121. gyalogos hadosztályhoz kerültek, amely a jugoszláv partizánok ellen harcolt a Balkánon.
Az SS erőinél szintén kialakult egy tisztán spanyolokból álló egység, a Spanische-Freiwilligen Kompanie der SS 101, (101. Spanyol Önkéntes SS Század) fanatikus falangistákból. Ez a 140 fős egység Pomeránia területén folytatott harcot a szovjetek ellen a Vallon Légió önkéntes SS-alakulattal közösen. Utóbb a 101-esek átkerültek a 11. Nordland önkéntes páncélgránátos SS-hadosztályhoz, s Brandenburgban küzdöttek a szovjet előretörés ellen. A falangisták utolsó pillanatig Hitlerért ontották vérüket Berlin ostrománál, Miguel Ezquerra SS tiszt vezetésével. Nagyon sokan, ha túl is élték a harcokat, többnyire szovjet fogságba kerültek, és mindörökre elnyelte őket a gulag.

## A Kék Hadosztály veszteségei

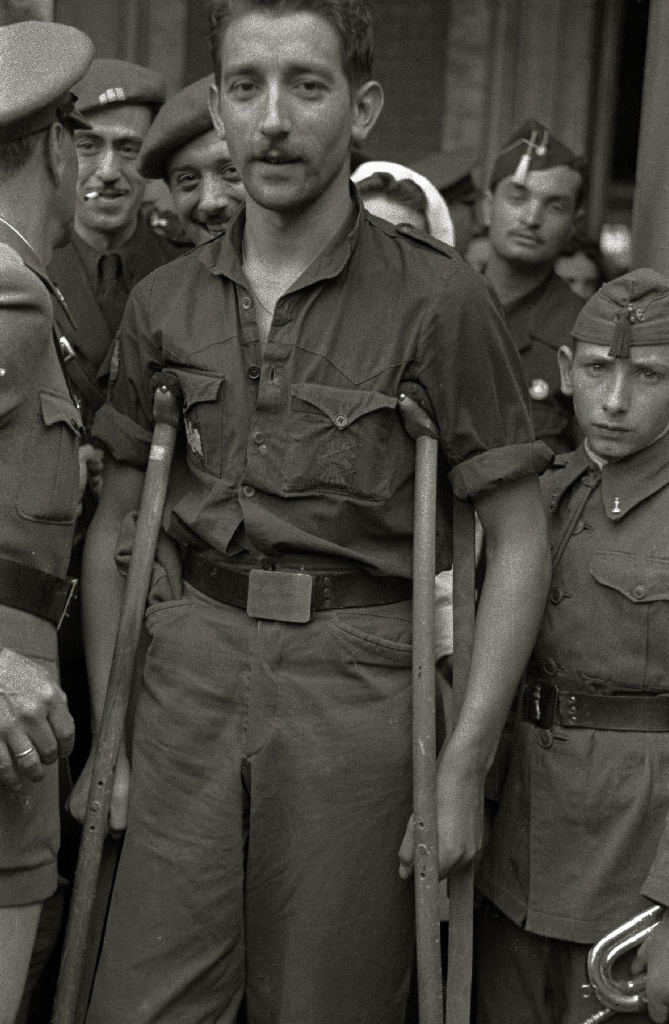
A harcokban megsebesült spanyol katona San Sebastián vasútállomásán

A harcokban a Kék Hadosztály összesen 4954 halottat veszített, 8700 katona megsebesült. A hadifoglyok száma 372, ebbe beletartoznak a Kék Légió és a 101-es század emberei is. A foglyok közül 286 fő 1954. április 2-án tért haza a Nemzetközi Vöröskereszt segítségével, a Semiramis nevű hajón.

## Megítélése

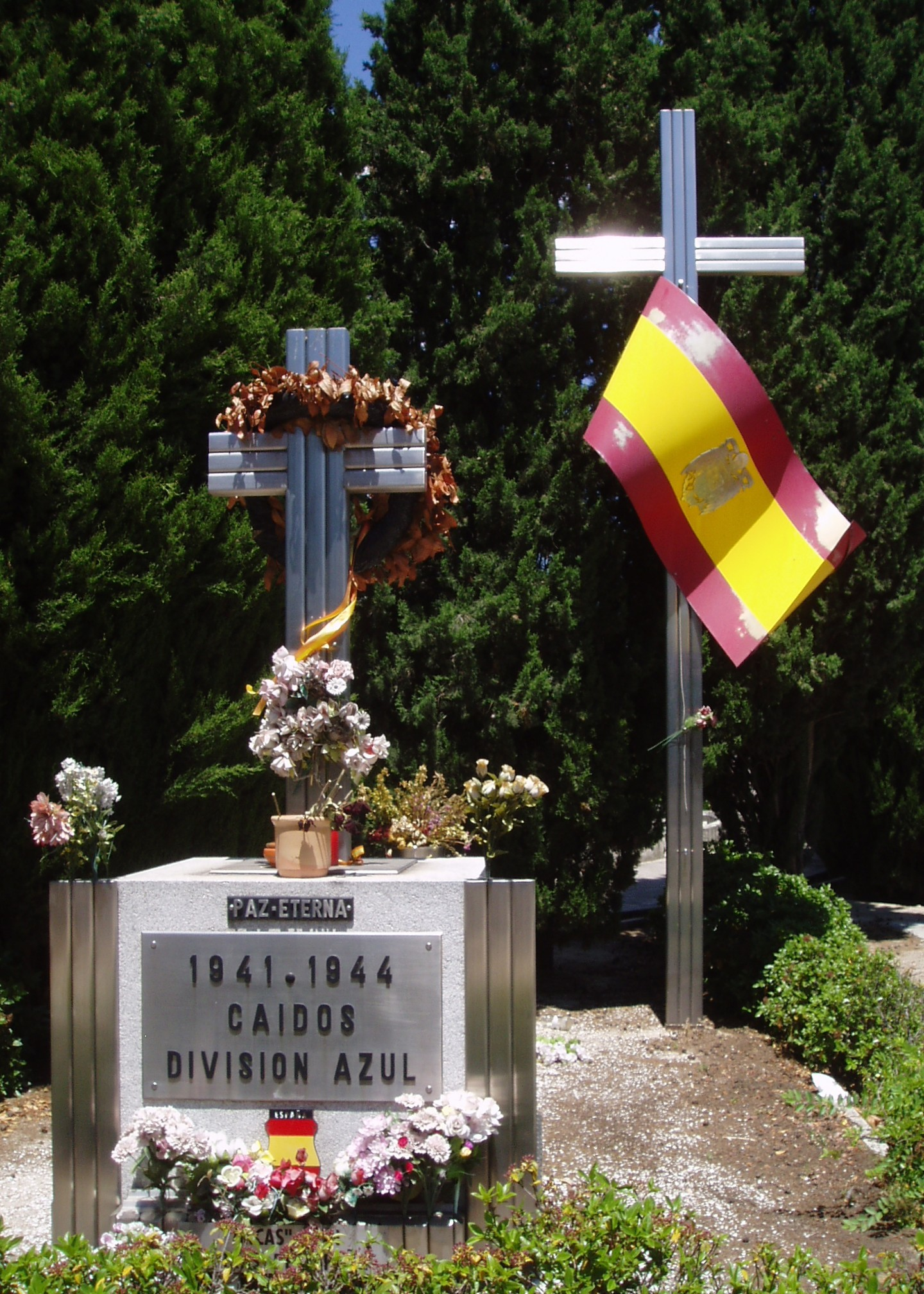
A Kék Hadosztály emlékműve a madridi Almudena temetőben

A Kék Hadosztály, illetve Spanyolország második világháborús szerepléséről különbözőek a megítélések. Spanyolországban ritkán beszédtéma, sőt kifejezetten tabu, az iskolai tankönyvekben említés sem esik róla. Spanyolország hivatalosan semleges álláspontot képviselt, és a Kék Hadosztály hivatalosan nem volt önálló katonai egység a Wehrmachtnál.
Jorge Martínez Reverte spanyol történész átfogó elemzést készített a hadosztály tevékenységéről, amelyet 2011-ben adott ki La División Azul. Rusia, 1941–1944 (Kék Hadosztály: Oroszország, 1941–44) címmel. Reverte apja is harcolt a hadosztályban, s a háború után úgy gondolta, hogy szolgálata nem volt pozitívum, inkább rossz cselekedet a második világháború megannyi borzalma okán. Reverte apja, Jesús Martínez Tessier spanyol újságíró is úgy jelentkezett a hadosztályhoz, hogy azzal bizonyítani akarta lojalitását a rezsim felé. Reverte szerint Spanyolország NATO tagsága is nagyban befolyásolta azt, hogy a Kék Hadosztályról hallgatni kellett. Külön kiemelte, hogy milyen szerepet játszott a spanyol katolikus egyház: „Nem tudtam, hogy a Kék Hadosztály felállításának legfőbb mozgatórugója a katolikus-nacionalista eszme volt. Az olasz és a német katolikus egyház is tiltakozott az oroszországi hadjárat ellen, a spanyol egyház azonban egyszer sem emelte fel a hangját”.
Nem tisztázott az sem, hogy hány katona volt akarata ellenére, kényszerrel sorozott a hadosztályban. 1942-től már érkeztek a hírek a német vereségekről, illetve a rendkívüli veszteségekről, amely lelohasztotta sok német-szimpatizáns lelkesedését is Európa-szerte, de a Franco-rezsim továbbra is akart kvázi jelenlétet a háborúban, ugyanis tartottak Hitlertől. Ezért a spanyol hadsereg kényszert alkalmazott a szükséges létszám kiállítása érdekében. Politikai megítélése az alakulatnak a kényszersorozások következtében romlott, sőt külön figyelni kellett azokra, akik kevésbé voltak harcra készek (eme indeseables) és azokra, akik dezertáltak is. A harcok során több mint ezer embert küldtek haza Spanyolországba megbízhatatlanság miatt, további 2271 személyt figyelt a katonai rendőrség. A szökések ügyében több halálos ítéletet hoztak, illetőleg sokakat ítéltek börtönre.

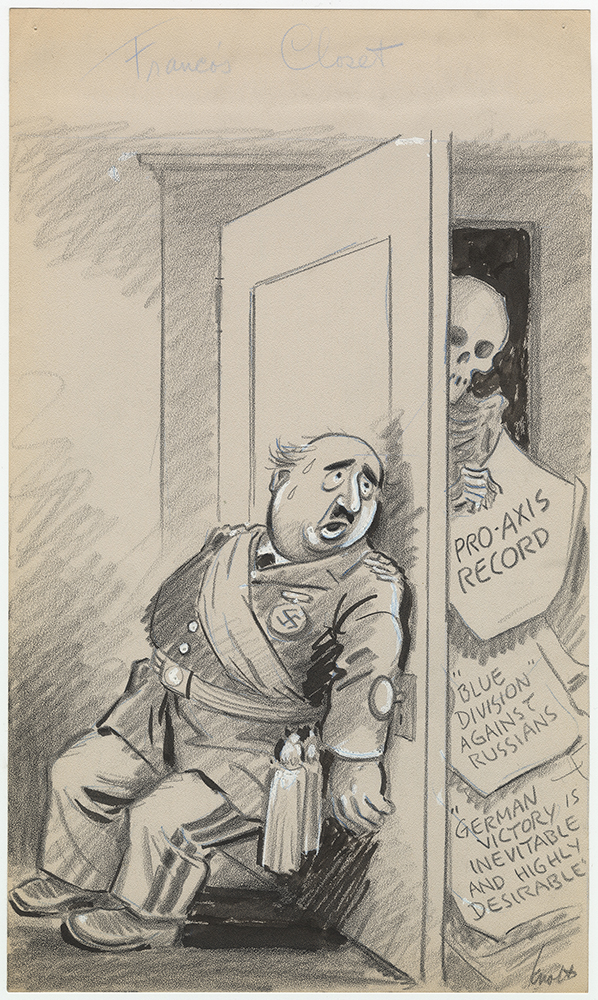
Francisco Franco mint kvázi német szövetséges igen kínos helyzetben mutatkozik meg John F. Knott amerikai karikaturista gúnyrajzán. Külön említi a rajz a Kék Hadosztályt is

A hadosztályba számos spanyol baloldali és kommunista is jelentkezett, többségük azért, hogy Oroszországba kerülve átszökjön a szovjetekhez. A titkos jelentések szerint többen a Szovjetunióval történő tárgyalás lehetőségét feszegették a megadást illetően, s a katonák nagy része nem bízott a parancsnokokban, ami tovább sürgette a hadosztály visszarendelését. Annál is inkább, mert a szovjet oldalra átállt spanyolok anyanyelvű röpcédulákon és rádióadásokon keresztül ösztökélték társaikat a parancsmegtagadásra, akiknek a harci kedve jelentős mértékben csökkent már 1942-től. Többen nevüket is vállalták ezekben az üzenetekben, a hitelesség érdekében. Az átállások ellenére a szovjetek igen sok spanyol katonát fogolyként kezeltek és a gulágra hurcoltak azokkal egyetemben, akiket a harcokban fogtak el.
Maga Hitler a spanyol katonákat nagyon sok pozitív jelzővel illette, kiemelte bátorságukat, elszántságukat, engedelmességüket és fegyelmüket, mivel rendkívül elszántan tartották állásaikat a keleti fronton. Hitler arra is gondolt, hogy a német csapatok megszállhatnák Spanyolországot és Franco helyébe Muñoz tábornokot ültetné, aki az országot beléptethetné a második világháborúba.
A Kék Hadosztálynak nem egy veteránja lett tagja szélsőséges fasiszta terrorcsoportoknak Spanyolországban. Két veteránjuk így belekeveredett az 1977-es atochai mészárlásba, amikor szélsőséges fegyveresek 5 baloldali illetőségű személyt gyilkoltak meg. Az 1981. februári spanyolországi puccskísérletben is néhány részt vevő tábornok kék hadosztályos veterán volt, bár a veteránok többsége hű maradt I. János Károly királyhoz.
A Németországi Szövetségi Köztársaság és Spanyolország 1962-ben megállapodást kötött arról, hogy a hadosztály tagjai német nyugdíj-kiegészítésre jogosultak, melyet a mai napig is folyósítanak az igényjogosultaknak vagy azok hozzátartozóinak.